# Campionats del món de ciclisme en ruta de 1989
Els Campionats del món de ciclisme en ruta de 1989 es disputaren al final d'agost de 1989 a Chambèri, França.

## Resultats
| Proves :                            | Or                                                                                          | Or         | Argent                                                                               | Argent   | Bronze                                                                            | Bronze |
| Masculines                          |                                                                                             |            |                                                                                      |          |                                                                                   |        |
| Cursa en línia masculina detalls    | Greg Lemond · Estats Units                                                                  | 6h 45' 59" | Dmitri Kónixev · Unió Soviètica                                                      | m. t.    | Sean Kelly · Irlanda                                                              | m. t.  |
| Cursa en línia masculina amateur    | Joachim Halupczok · Polònia                                                                 | -          | Eric Pichon · França                                                                 | -        | Christophe Manin · França                                                         | -      |
| Contrarellotge per equips masculins | RDA · Mario Kummer · Maik Landsmann · Jan Schur · Falk Boden                                | -          | Polònia · Zenon Jaskuła · Joachim Halupczok · Marek Leśniewski · Andrzej Sypytkowski | -        | Unió Soviètica · Iuri Manúilov · Viktor Klimov · Evgueni Zagrebelny · Oleg Galkin | -      |
| Femenines                           |                                                                                             |            |                                                                                      |          |                                                                                   |        |
| Cursa en línia femenina detalls     | Jeannie Longo · França                                                                      | 1h 56' 41" | Catherine Marsal · França                                                            | + 4' 05" | Maria Canins · Itàlia                                                             | m. t.  |
| Contrarellotge per equips femenins  | Unió Soviètica · Nadesja Kibardina · Tamara Poliakova · Laima Zilporite · Natalya Melekhina | -          | Itàlia · Monica Bandini · Roberta Bonanomi · Maria Canins · Francesca Galli          | -        | França · Valérie Simonnet · Cécile Odin · Catherine Marsal · Nathalie Cantet      | -      |

## Medaller
| Posició | País           | Or | Plata | Bronze | Total |
| 1       | França         | 1  | 2     | 2      | 5     |
| 2       | Unió Soviètica | 1  | 1     | 1      | 3     |
| 3       | Polònia        | 1  | 1     | 0      | 2     |
| 4       | Estats Units   | 1  | 0     | 0      | 1     |
| 4       | RDA            | 1  | 0     | 0      | 1     |
| 6       | Itàlia         | 0  | 1     | 1      | 2     |
| 7       | Irlanda        | 0  | 0     | 1      | 1     |
| Total   | Total          | 5  | 5     | 5      | 15    |